# Jolly Abraham

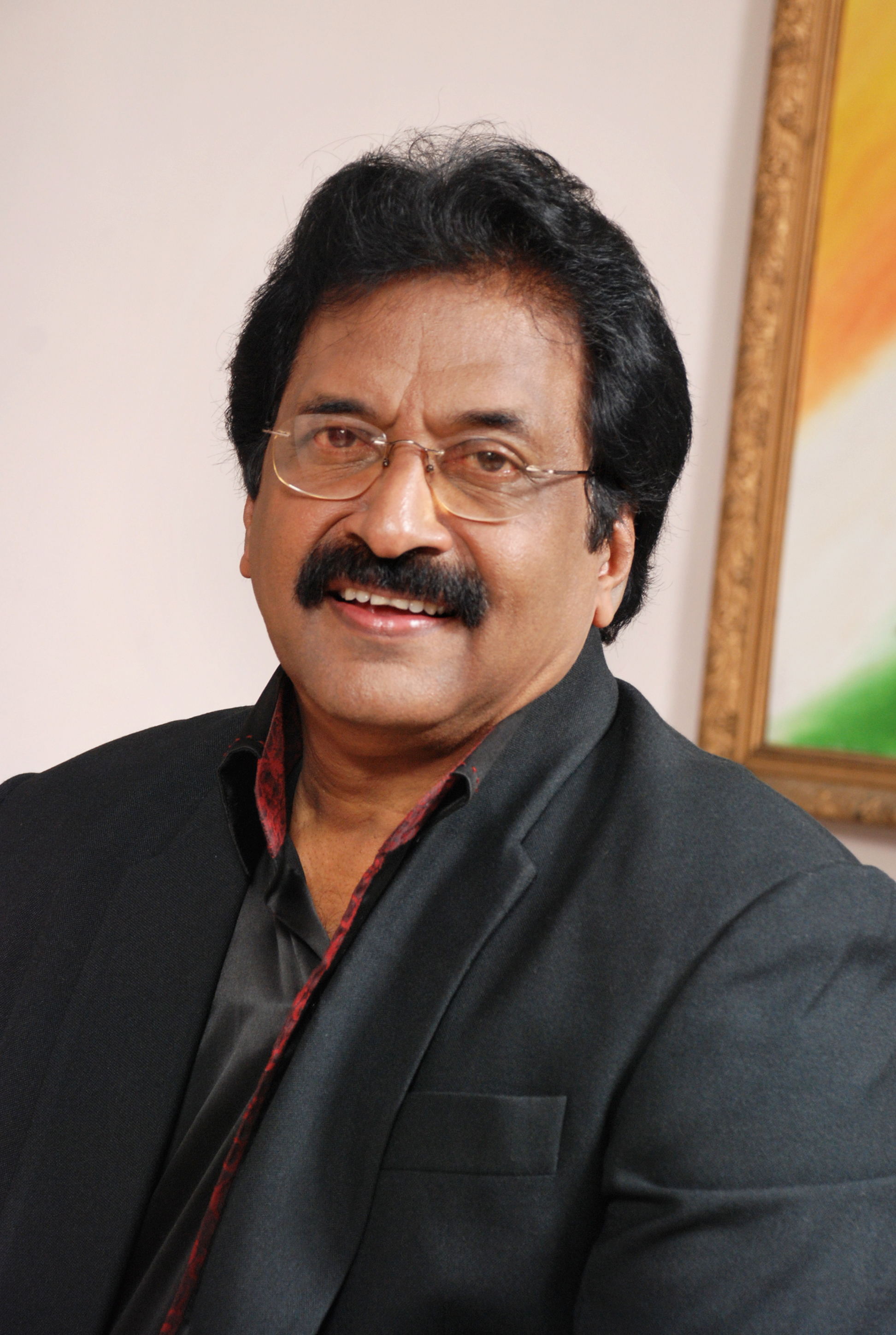
Jolly Abraham in 2009

Jolly Abraham, ook bekend als Jollee Abraham (geboren in Kochi) is een Indiase gospelzanger, playback-zanger voor Malayalam-films en filmacteur. In de jaren zeventig en tachtig heeft hij meer dan honderd Malayalam-filmsongs gezongen. Zijn debuut maakte hij in 1973 voor Chattambikalyani.  Hij heeft ook verschillende liedjes gezongen voor Tamil-, Telugu- en Kannada-films. Hij woont met zijn gezin in Chennai.

## Gedeeltelijke filmografie

### Als acteur
- Aakramanam (1981)
- Kilinjalgal (1981) (Tamil-film)
- Aattuvanchi Ulanjappol (1984)

### Als zanger
- Kaattinkaravaal ... Kunjikkaikal (1974)
- Ushassinte Radhathil ... Kunjikkaikal (1974)
- Pandoru Mukkuvan ... Kunjikkaikal (1974)
- Jayikkaanaay Janichavan ... Chattambikkalyaani (1975)
- Bhagavadgeethayum Sathyageetham ... Omanakkunju (1975)
- Rajanigandhi ... Panchami (1976)
- Maanam Potti Veenu ... Paarijaatham (1976)
- Govinda naama Sankeerthanam ... Thuruppugulan (1977)
- Sahyaachalathile ... Penpuli (1977)
- Maamalayile Poomaram ... Aparaadhi (1977)
- Kaapaalikare ... Rathimanmadhan (1977)
- Eenam Paadithalarnnallo ... Sneham (1977)
- Enikkippol Paadanam ... Madhuraswapnam (1977)
- Pidichaal Pulinkombil ... Madhuraswapnam (1977)
- Ankavaalillatha ... Pattalaam Jaanaki (1977)
- Ambalappuzha Paalppaayasam ... Parivarthanam (1977)
- Swapna Bhoovil Vellikkudakkeezhe ... "Daaliya Pookkal" (1980)
- Oru Chinna manikkuyilu voor de Tamil-film Katta Panchayathu (1996)
- Nadigai Paarkum Naatagam voor de Tamil-film Oru Nadigai Natakam Parkiral (1978)
- Onnonnanam Kunnathu voor de Malayalam-film Chanchattam (1991)
- Manjhinte voor de Malayalam-film Nirvrithi (2003)
- Varika nee vasanthame voor Pambaram (Malayalam,1979)
- Annushasukal voor Aadipaapam (Malayalam, 1989)
- Doore Neelavaanam voor Oormakale Vida Tharu (Malayalam, 1980)
- Indulekha Maranju voor Avivahitharude Swargam (Malayalam, 1979)
- Annushasukal voor Aadipaapam (Malayalam,1979)
- Nazhikakal Than voor Seetha (Malayalam, 1980)
- Varika nee vasanthame voor Pambaram (Malayalam)
- Shantha Rathri Thiru rathri voor Thuramukham (Malayalam, 1979)
- Viswamohini voor Madhurikkunna Raathri (Malayalam, 1978)
- Anthikkadappurathoru voor Chamayam (Malayalam, 1993)
- Dheemtha Thakka voor Guruvayur Kesavan (Malayalam)
- Ambalapphuzha Paalppaayasam voor Parivarthanam (Malayalam, 1977)
- Maanishaada voor Arangum Aniyarayum (Malayalam, 1980)
- Yaa Habbi voor Manithali (Malayalam, 1984)
- Innathe Pulariyil voor Agni Vyooham (Malayalam, 1979)
- Kwaja Sheikhin Maqbaraa voor Maniyara (Malayalam, 1983)
- Allah Allah voor Indradhanussu (Malayalam, 1979)
- Innuma polladha vetkam voorThiruppangal (Tamil, 1981)
- Mangai Endral Vanam Kooda Irangum voor Iraivan Kodutha Varam (Tamil, 1978)
- Vala kilukkam Kelkkanallo voor Sphodanam (Malayalam, 1981)
- Ponnurukki Poomalayil voor Penn Simham (Malayalam, 1986)
- Aakaasha Swapnamo voor Penn Simham (Malayalam, 1986)
- Bhagavadhgeethayum voor Omanakkunju (Malayalam, 1975)
- Aalinganathin voor Iniyathra (Malayalam, 1979)
- Kaliyugamoru voor Sathrusamhaaram (Malayalam, 1978)
- Makarasankramaraathriyil voor Kaumarapraayam (Malayalam, 1979)
- Kaaveri Nadikkarayil Valarnna Kanyakayo voor Kaumarapraayam (Malayalam, 1979)
- Makarasankramaraathriyil voor Kaumarapraayam (Malayalam, 1979)
- Aalolalochanakal voor Vellayani Paramu (Malayalam, 1979)
- Enne Njan marannu voor Naayattu (Malayalam, 1980)
- Gomedakam voor Himam (Malayalam, 1983)
- Vilambuvaan Thulumbumee voor Himam (Malayalam, 1983)
- Ezhu Swarangal voor Samudram (film) (Malayalam, 1977)
- Sahyaachalathile voor Penpuli (Malayalam, 1977)
- Malai Raani Mundhaanai voor Ore Vaanam Ore Bhoomi (Tamil, 1979)
- Gangai karaiyil voor Geetha Oru Shenbagapoo (Tamil, 1980)
- Oduvathu Azhagu Ratham Theduvathu Puthiya Mugam voor Deiveega Raagangal (Tamil, 1980)
- Thangaali Bees voor Onde raktha  (Kannada, 1984)
- Odum Thira Onnam Thira voor Aakkramanam (Malayalam, 1981)
- Manmadan voor Oru Thalai Ragam (Tamil, 1980)